# 马里兰杨
马里兰杨（学名：Populus canadensis 'serotina），为杨柳科下加杨的一个品种/栽培型。